# Santa Catarina Ixtahuacán
Santa Catarina Ixtahuacán è un comune del Guatemala facente parte del Dipartimento di Sololá.